# Jiuxian (socken i Kina, Shandong)
Jiuxian (kinesiska: 旧县乡, 旧县) är en socken i Kina. Den ligger i provinsen Shandong, i den östra delen av landet, omkring 90 kilometer sydväst om provinshuvudstaden Jinan. Antalet invånare är 24992. Befolkningen består av 12 660 kvinnor och 12 332 män. Barn under 15 år utgör 14,0 %, vuxna 15-64 år 73 %, och äldre över 65 år 12,0 %.
Genomsnittlig årsnederbörd är 861 millimeter. Den regnigaste månaden är juli, med i genomsnitt 255 mm nederbörd, och den torraste är januari, med 5 mm nederbörd.